# 位置情報サービス
位置情報サービス（いちじょうほうサービス、英: location-based service、LBS）とは、携帯機器などにより利用者が今いる位置を取得し、それに応じた情報を提供するソフトウェアレベルの情報サービスである。
位置情報は携帯機器の地上位置情報から移動体通信網を通して取得され、ソーシャル・ネットワーキング・サービスや、ゲームほか娯楽分野、セキュリティ分野のサービスで使用される。
健康分野、室内での物探しほか個人的生活の面でも応用例がある。

## 概要
位置情報サービスは、行動や現象が起きる実際の位置とデータを結びつける点で、商業的あるいは行政的に重要なインパクトを持つ。銀行、調査、電子商取引、更には武器システムの各分野において位置情報サービスに大きく依存している。
位置情報サービスによって、例えば一番近くに存在するATM、有人あるいは社員はどこか、と言ったように、人または物を見つけることができる。また、荷物追跡や車両追跡も位置情報サービスに含まれる。顧客が現在居る位置に基づいてクーポンや広告を表示する事もできる。個人的な天気情報サービス、または位置情報ゲームも含まれる。
位置情報の決定にはGNSS（GPSなど）が使用される。補助的にはWi-Fiアクセスポイント、携帯電話基地局から取得できる大まかな位置情報が用いられる。

## 位置情報を利用するアプリケーションの例

### 総合情報
- Google Now (Google)
- iエリア・iコンシェル（NTTドコモ）

### 地図・交通
- モバイルGoogleマップ
- マップ (Apple)
- NAVITIME

- カーナビゲーションシステム
- バスロケーションシステム
- GO (タクシー配車サービス)
- ゼンリン地図NAVI（地図アプリ）
- EZナビウォーク（au）

### セキュリティ
- イマドコサーチ・ケータイお探しサービス（NTTドコモ）
- iPhoneを探す・AirTag

### 求人情報サービス
- おてつだいネットワークス

### エンターテインメント
- 位置ゲー
- Zenly
- 友達を探す

### デリバリー
- Uber Eats